# San Siro (Italia)
San Siro es una localidad y comune italiana de la provincia de Como, región de Lombardía, con 1.855 habitantes. Fue instituida como comuna por decreto del Ministero delle Finanze el 30 de marzo de 1999, resultado de la fusión de los antiguos municipios de Sant'Abbondio y Santa Maria Rezzonico.

## Demografía
| Gráfica de evolución demográfica de San Siro entre 1861 y 2001 |
|                                                                |
| Fuente ISTAT - elaboración gráfica de Wikipedia                |

## Galería

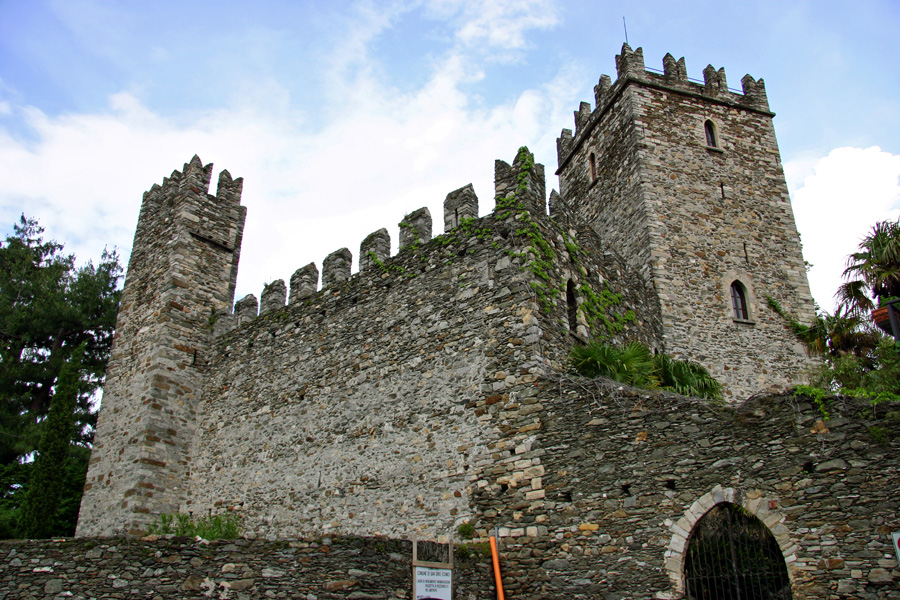
Castillo de Rezzonico, en San Siro.